# Conselho da Lituânia
O Conselho da Lituânia (em lituano:  Lietuvos Taryba, em alemão:  Litausher Landesrat, em polonês/polaco:  Rada Litewska), após 1 de julho de 1918, O Conselho do Estado da Lituânia (lituano: Lietuvos Valstybės Taryba), foi convencionado na Conferência de Vilnius que foi realizada entre 18 de setembro e 22 de setembro de 1917. Ao conselho foi dada a autoridade executiva do povo lituano e foi encarregado de estabelecer um estado lituano independente. Em 16 de fevereiro de 1918, os membros do conselho assinaram a Declaração de Independência da Lituânia, e declarou a Lituânia um país independente baseado em princípios democráticos. O conselho conseguiu estabelecer a proclamação de independência apesar da presença das tropas alemãs no país até a primavera de 1918. O conselho continuou seus esforços até a Assembleia Constituinte da Lituânia (em lituano:  Steigiamasis Seimas) se reunir pela primeira vez em 5 de maio de 1920.